# Ilex myrtillus
Ilex myrtillus är en järneksväxtart som beskrevs av Ridley. Ilex myrtillus ingår i släktet järnekar, och familjen järneksväxter. Inga underarter finns listade i Catalogue of Life.